# Recesja gospodarcza
Recesja (łac. recessio – „cofanie się” oraz recedere – „ustępować, cofać się”) – zjawisko makroekonomiczne polegające na znacznym zahamowaniu tempa wzrostu gospodarczego, skutkujące najczęściej spadkiem produktu krajowego brutto (PKB). 
W znaczeniu technicznym recesja definiowana jest jako spadek PKB przez co najmniej dwa kolejne kwartały.

## Charakterystyka
Recesja jest przejawem spadku ogólnej działalności gospodarczej, szczególnie produkcji krajowej i zatrudnienia. Uznawana jest często za pierwszą fazę cyklu koniunkturalnego. Duża recesja, związana ze znacznym spadkiem produkcji nazywana jest depresją. Recesja związana jest najczęściej z niższym poziomem wydajności pracy, zahamowaniem wzrostu gospodarczego, obniżeniem realnych płac i zysków (dochodów społeczeństwa), zmniejszeniem tempa wzrostu, spadkiem nakładów inwestycyjnych, zahamowaniem wzrostu cen, wzrostem bezrobocia.
Julius Shiskin, ekonomista i statystyk, w artykule, który ukazał się w New York Times w 1974 r. zaproponował kilka praktycznych zasad definiowania recesji. Jedną z tych zasad, obecnie bardzo często stosowanych, jest przyjęcie, że recesja występuje, kiedy przez kolejne dwa kwartały obserwowany jest spadek dochodu narodowego. Propozycja Shiskina przyjęta została np. w Wielkiej Brytanii, gdzie recesja jest zdefiniowane jako dwa kolejne kwartały ujemnego wzrostu gospodarczego, mierzonego sezonowo skorygowanymi zmianami realnego PKB. Podobną definicję recesji stosuje się we wszystkich państwach Unii Europejskiej.
Wielu ekonomistów uznaje, że recesja występuje wtedy, kiedy w ciągu 12 miesięcy obserwujemy wzrost bezrobocia o 1,5%.
W Stanach Zjednoczonych przy Krajowym Biurze Badań Ekonomicznych (National Bureau of Economic Research, NBER) istnieje specjalny komitet ds. określania czasu wejścia gospodarki amerykańskiej w recesję (Business Cycle Dating Committee). NBER definiuje recesję gospodarczą jako: „znaczący spadek aktywności gospodarczej, rozproszony w całej gospodarce, trwający dłużej niż kilka miesięcy, zwykle widoczny w spadku realnego PKB, realnego dochodu, zatrudnienia, produkcji przemysłowej oraz sprzedaży hurtowej i detalicznej”.
Przyczyny recesji mogą być wielorakie. Do najczęstszych powodów powstawania recesji zalicza się złą politykę pieniężną i nadmierną lub niedostateczną ingerencję państwa w gospodarkę, a w szczególności w system finansowy; z reguły również wojny i poważne kataklizmy powodują duże zawirowania ekonomiczne i niekiedy długotrwałe osłabienie gospodarki.